# Alfred Plé
Alfred Plé (* 9. Januar 1888 in Paris; † 4. März 1980 in Limeil-Brévannes) war ein französischer Ruderer.

## Biografie
Alfred Plé wurde zusammen mit Gaston Giran bei den Ruder-Europameisterschaften 1920 in Mâcon Europameister im Doppelzweier. Bei den Olympischen Sommerspielen 1920 in Antwerpen holte das Duo in der Doppelzweier-Regatta die Bronzemedaille. Vier Jahre später gewannen Plé und Giran bei den Europameisterschaften in Amsterdam Bronze.
Alfred Plé startete für die Société Nautique de la Marne aus Joinville-le-Pont, wo er eine Werft bis in die 1980er Jahre betrieb.